# Aluga-se
Aluga-se é uma canção de autoria dos compositores brasileiros Raul Seixas e Cláudio Roberto Andrade de Azevedo. Foi gravada inicialmente por Raul, e lançada no seu disco Abre-te Sésamo, de 1980.
Foi regravada posteriormente pelas bandas Camisa de Vênus, Sambô e Titãs, dentre outros artistas.

## Covers

### Versão dos Titãs
"Aluga-se" foi regravada pelos Titãs no CD As Dez Mais, junto de outros 11 covers. É cantada por Paulo Miklos e Sérgio Britto. Uma versão ao vivo da música foi lançada no álbum MTV ao Vivo.

#### Vídeo
No vídeo da música, a banda a toca num clube noturno com jovens bebendo, dançando e fumando. Alguns membros da banda também são vistos jogando bilhar e um jogo de cartas.

## Prêmios e indicações
| Ano  | Prêmio                 | Versão | Categoria            | Resultado |
| ---- | ---------------------- | ------ | -------------------- | --------- |
| 2000 | MTV Video Music Brasil | Titãs  | Escolha da Audiência | Indicado  |